# Princípios da gerência de redes
Princípios da Gerência de Redes
A digitalização e a crescente integração e diversificação dos serviços oferecidos, implicam numa maior complexidade da rede e no aumento de capacidade dos equipamentos, originando requisitos novos e mais complexos de gerência.
Com o iminente crescimento do número de centrais digitais de comutação previsto para os próximos anos, conforme dados da ANATEL, surge a necessidade de especificação de sistemas de gerência voltados para esta tecnologia e seus sistemas agregados. Um estudo, baseado na análise de custo e benefício, pode mostrar como priorizar, especificar e adquirir esses novos sistemas de gerência de modo a atender o crescimento da rede de telecomunicações.
Nesse contexto, quando é citado a terminologia sistema de gerência ou sistema de operação, não pode-se confundir com funções de O&M (operação e manutenção), geralmente voltadas para uma tecnologia específica, aquela do próprio fabricante do equipamento em questão.
Para tanto, será apresentada uma descrição dos requisitos mínimos e necessários de uma arquitetura de gerência, seguindo o Modelo TMN e respeitando seus aspectos de hardware e software, para permitir o gerenciamento dos equipamentos de comutação.
De forma alguma os aspectos aqui levantados invalidam as necessidades de gerência abordadas em outros textos técnicos voltados à aquisição de equipamentos, visam, tão somente, complementar as definições e recomendações existentes nestes documentos.
Fazem parte da gerência da rede funções como supervisão e monitoração das sub-redes com seus equipamentos e recursos, medição da utilização dos recursos, configuração dos equipamentos para funcionamento, configuração dos canais de transmissão, disponibilidade de recursos, manutenção dos equipamentos, provisionamento, confidencialidade de dados, integridade de dados e controle de acesso.
A partir do estudo e análise de cada sistema desenvolvido foi possível identificar algumas necessidades básicas de definições (tomadas de decisões), especificações e desenvolvimentos, a fim de se melhorar a qualidade do serviço oferecido, otimizar tarefas realizadas e integrar os sistemas.
A integração dos esforços da empresa visando gerência será alcançada através do aproveitamento dos recursos existentes, contemplando a planta atualmente instalada (legada) e sua respectiva infra-estrutura necessária à operação.
O planejamento pretende identificar as necessidades de especificação e desenvolvimento para a solução dos problemas atuais, adotando um modelo padronizado, tanto para o desenvolvimento como para a integração, observando aspectos de distribuição de sistemas necessários para a gerência de uma rede complexa como a rede de telecomunicações.

Entre as ações que se deve realizar para solucionar os problemas relativos ao gerenciamento da Rede de Telecomunicações pode-se enumerar:
- Sistemas Gerenciados: Determinar o escopo dos sistemas gerenciados, equipamentos de telecomunicações ou conjunto destes equipamentos com funções específicas na planta.

- Novos equipamentos: Orientar a aquisição de novos equipamentos já objetivando gerência, através de uma arquitetura de gerenciamento baseada no Modelo TMN.

- Plataformas de Gerenciamento: Orientar a aquisição de uma plataforma de sistemas de gerência como suporte aos sistemas de gerência, definindo a rede de suporte para gerência, o hardware, o sistema operacional e o sistema gerenciador de banco de dados (do original em inglês, DBMS) para a operação.

Uma questão na problemática de gerência é justamente o levantamento de requisitos funcionais, também chamados de funções ou serviços de gerência. Esses requisitos são definições das informações disponíveis nas redes e nos seus componentes (elementos de redes) e quais operações podem ser realizadas sobre eles. Existe uma metodologia, específica para a tarefa de levantamento desses requisitos, que está definida na Recomendação ITU-T M.3020 (ITU - União Internacional de Telecomunicações - Suíça).
Para completar a definição dos requisitos ou serviços relativos à gerência, existem requisitos específicos que precisam ser determinados para as centrais de pequeno porte, unidades de supervisão remota e equipamentos de informática, que também compõem a rede de telecomunicações. Outros requisitos gerais se referem à interface homem-máquina, comandos de O&M (operação e manutenção) e acesso aos elementos de rede, no caso de centrais digitais de comutação.
A evolução das redes de transmissão que utilizam tecnologia SDH (Synchronous Digital Hierarchy) viabilizou a instalação de centrais de comutação com maior capacidade de processamento, permitindo o atendimento de uma vasta área geográfica, simplificando o gerenciamento e facilitando a operação e manutenção. Outro aspecto positivo, conseqüência dessa prática, é diminuição da carga de trabalho da equipe técnica restringindo o número de elementos de rede a serem gerenciados. Um exemplo disso, são as centrais de comutação e controle utilizadas no serviço móvel celular.
Na questão das centrais analógicas de comutação, referente à gerência da planta analógica legada, uma solução que pode ser vislumbrada é a digitalização das centrais analógicas de comutação de grande porte. No caso das centrais de pequeno e médio porte, deve-se seguramente optar pela desativação (com os serviços absorvidos por outra central) ou a substituição.
Tópicos Relacionados
Sinalização por canal comum número 7
Telefonia e Telefone
Telegrafia e Telégrafo
Telecomunicações no Brasil e Telecomunicação em Portugal
Rede de Telecomunicações
Rede de Transmissão
Rede de Telefonia Fixa e Rede de Telefonia Celular
Princípios da Gerência de Redes
Gerência de Redes de Telecomunicações e Modelo TMN
Sr. Alexander Graham Bell, escocês
Sr. Guglielmo Marconi, italiano